# Big Machine Music City Grand Prix 2021
De Big Machine Music City Grand Prix 2021 was een motorrace die op 8 augustus 2021 werd gehouden op het Nashville Street Circuit in Nashville, Tennessee. Het was de elfde ronde van de IndyCar Series 2021 en de allereerste editie van de Music City Grand Prix. De race duurde 80 ronden en werd gewonnen door Marcus Ericsson van Chip Ganassi Racing, waarmee hij zijn tweede overwinning van het seizoen scoorde.

## Achtergrond
In september 2020 kondigde IndyCar aan dat de serie voor het seizoen 2021 een straatrace zal toevoegen in het centrum van Nashville, Tennessee.
Het inaugurele evenement werd gehouden in het weekend van 6-8 augustus 2021 op het nieuw gecreëerde Nashville Street Circuit. Het was de elfde race van het seizoen 2021 en markeerde de afsluiting van de zomerstop halverwege het seizoen, die begon na de Honda Indy 200 op Mid-Ohio. Tijdens het raceweekend deden ook de GT America Series, de Trans-Am Series TA2 klasse en de Stadium Super Trucks mee als support series voor de race.
Dit is de eerste van de twee door Big Machine gesponsorde races in het seizoen 2021, de andere is de volgende race, de Big Machine Spiked Coolers Grand Prix op de Indianapolis Motor Speedway.

### Kampioenschapsstand vóór de race
Chip Ganassi Racing's Álex Palou behield zijn leiding in het rijdersklassement na zijn resultaat als derde in Mid-Ohio, voor Patricio O'Ward van Arrow McLaren SP en teamgenoot Scott Dixon op respectievelijk de tweede en derde plaats. Mid-Ohio racewinnaar Josef Newgarden van Team Penske bleef vierde, terwijl Ganassi-coureur Marcus Ericsson opschoof naar de vijfde plaats, dankzij zijn tweede plaats in de vorige race.
Honda breidde zijn voorsprong op Chevrolet uit tot 73 punten nadat vier Honda-coureurs in de top vijf eindigden in Mid-Ohio.

## Inschrijvingen
W = eerdere winnaar
R = rookie
| No.   | Coureur            | Team                                    | Motor     |
| ----- | ------------------ | --------------------------------------- | --------- |
| 2     | Josef Newgarden    | Team Penske                             | Chevrolet |
| 3     | Scott McLaughlin R | Team Penske                             | Chevrolet |
| 4     | Dalton Kellett     | A. J. Foyt Enterprises                  | Chevrolet |
| 5     | Patricio O'Ward    | Arrow McLaren SP                        | Chevrolet |
| 06    | Hélio Castroneves  | Meyer Shank Racing                      | Honda     |
| 7     | Felix Rosenqvist   | Arrow McLaren SP                        | Chevrolet |
| 8     | Marcus Ericsson    | Chip Ganassi Racing                     | Honda     |
| 9     | Scott Dixon        | Chip Ganassi Racing                     | Honda     |
| 10    | Álex Palou         | Chip Ganassi Racing                     | Honda     |
| 12    | Will Power         | Team Penske                             | Chevrolet |
| 14    | Sébastien Bourdais | A. J. Foyt Enterprises                  | Chevrolet |
| 15    | Graham Rahal       | Rahal Letterman Lanigan Racing          | Honda     |
| 18    | Ed Jones           | Dale Coyne Racing with Vasser-Sullivan  | Honda     |
| 20    | Conor Daly         | Ed Carpenter Racing                     | Chevrolet |
| 21    | Rinus Veekay       | Ed Carpenter Racing                     | Chevrolet |
| 22    | Simon Pagenaud     | Team Penske                             | Chevrolet |
| 26    | Colton Herta       | Andretti Autosport with Curb-Agajanian  | Honda     |
| 27    | Alexander Rossi    | Andretti Autosport                      | Honda     |
| 28    | Ryan Hunter-Reay   | Andretti Autosport                      | Honda     |
| 29    | James Hinchcliffe  | Andretti Steinbrenner Autosport         | Honda     |
| 30    | Takuma Sato        | Rahal Letterman Lanigan Racing          | Honda     |
| 45    | Santino Ferrucci   | Rahal Letterman Lanigan Racing          | Honda     |
| 48    | Jimmie Johnson R   | Chip Ganassi Racing                     | Honda     |
| 51    | Romain Grosjean R  | Dale Coyne Racing with Rick Ware Racing | Honda     |
| 52    | Cody Ware R        | Dale Coyne Racing with Rick Ware Racing | Honda     |
| 59    | Max Chilton        | Carlin                                  | Chevrolet |
| 60    | Jack Harvey        | Meyer Shank Racing                      | Honda     |
| Bron: |                    |                                         |           |

## Classificatie

### Trainingen

#### Training 1
Training 1 vond plaats om 16:10 ET op 6 augustus 2021. De sessie werd na 22 minuten onderbroken door een ongeluk met Patricio O'Ward, die in bocht 3 de muur raakte en aan de andere kant in de vangrail belandde. O'Ward kon zijn beschadigde auto ongedeerd achterlaten. Een ander incident met Conor Daly vond plaats tegen het einde van de sessie, toen zijn auto in de bandenbarrière gleed na het verlaten van de brugsectie. Daly klom ongedeerd uit zijn beschadigde auto. Colton Herta voerde de allereerste training op de straten van Nashville aan met een tijd van 01:16.5875, voor Scott Dixon en rookie Romain Grosjean als tweede en derde.
| Pos.  | No. | Coureur           | Team                                    | Motor | Tijd       |
| ----- | --- | ----------------- | --------------------------------------- | ----- | ---------- |
| 1     | 26  | Colton Herta      | Andretti Autosport with Curb-Agajanian  | Honda | 01:16.5875 |
| 2     | 9   | Scott Dixon       | Chip Ganassi Racing                     | Honda | 01:16.9653 |
| 3     | 51  | Romain Grosjean R | Dale Coyne Racing with Rick Ware Racing | Honda | 01:17.1305 |
| Bron: |     |                   |                                         |       |            |

#### Training 2
Training 2 vond plaats om 13:00 ET op 7 augustus 2021. Met nog zes minuten te gaan in de sessie maakte Alexander Rossi contact met de betonnen muur in bocht 10, waardoor zijn voorvleugel losschoot en onder zijn auto terecht kwam, wat schade aan de ophanging veroorzaakte. Colton Herta reed voor de tweede keer in het weekend de snelste tijd met een tijd van 01:15.3529, voor Andretti Autosport-teamgenoot Rossi als tweede en Scott Dixon als derde.
| Pos.  | No. | Coureur         | Team                                   | Motor | Tijd       |
| ----- | --- | --------------- | -------------------------------------- | ----- | ---------- |
| 1     | 26  | Colton Herta    | Andretti Autosport with Curb-Agajanian | Honda | 01:15.3529 |
| 2     | 27  | Alexander Rossi | Andretti Autosport                     | Honda | 01:15.8292 |
| 3     | 9   | Scott Dixon     | Chip Ganassi Racing                    | Honda | 01:15.8837 |
| Bron: |     |                 |                                        |       |            |

### Kwalificatie
De kwalificatie vond plaats om 16:30 ET op 7 augustus 2021.
In ronde 1 maakte Jimmie Johnson, die in de eerste groep was gesorteerd, een zware crash mee in bocht 10, waardoor zijn No. 48 Carvana Honda vernield werd. Daardoor kon Johnson in de sessie geen tijd neerzetten en werd de kwalificatietijd voor de andere 12 coureurs in de groep, die slechts drie minuten en 20 seconden hadden om een ronde neer te zetten, korter.
Tijdens de laatste seconden van de Fast 12 crashte Josef Newgarden in bocht 11 tegen de muur, waardoor hij grote schade opliep aan de rechterkant van zijn auto. Het incident veroorzaakte ook een gele vlag, dat de ronden van andere coureurs hinderde, waardoor Newgarden zijn snelste ronde verloor, waardoor hij naar de laatste plaats in de sessie werd gedegradeerd en Romain Grosjean naar de Fast Six promoveerde.
Colton Herta kwalificeerde zich als eerste en pakte de eerste poleposition ooit van de Music City Grand Prix, met een tijd van 01:13.6835 en een voorsprong van bijna zes tienden op Scott Dixon, die de tweede tijd reed. Kampioenschapsleider Álex Palou reed de derde tijd, maar startte de race als negende, als gevolg van een gridstraf na een niet goedgekeurde motorwissel.
| Pos.  | No. | Coureur            | Team                                    | Motor     | Tijd       | Tijd       | Tijd       | Tijd       | Grid |
| Pos.  | No. | Coureur            | Team                                    | Motor     | Ronde 1    | Ronde 1    | Ronde 2    | Ronde 3    | Grid |
| Pos.  | No. | Coureur            | Team                                    | Motor     | Groep 1    | Groep 2    | Ronde 2    | Ronde 3    | Grid |
| ----- | --- | ------------------ | --------------------------------------- | --------- | ---------- | ---------- | ---------- | ---------- | ---- |
| 1     | 26  | Colton Herta       | Andretti Autosport with Curb-Agajanian  | Honda     | N/A        | 01:14.7067 | 01:14.7232 | 01:13.6835 | 1    |
| 2     | 9   | Scott Dixon        | Chip Ganassi Racing                     | Honda     | N/A        | 01:14.6673 | 01:14.8394 | 01:14.2327 | 2    |
| 3     | 10  | Álex Palou         | Chip Ganassi Racing                     | Honda     | 01:15.3385 | N/A        | 01:14.4578 | 01:14.6316 | 9*1  |
| 4     | 27  | Alexander Rossi    | Andretti Autosport                      | Honda     | 01:15.3721 | N/A        | 01:14.5252 | 01:14.6646 | 3    |
| 5     | 7   | Felix Rosenqvist   | Arrow McLaren SP                        | Chevrolet | 01:15.5305 | N/A        | 01:14.8476 | 01:15.0045 | 4    |
| 6     | 51  | Romain Grosjean R  | Dale Coyne Racing with Rick Ware Racing | Honda     | N/A        | 01:15.3730 | 01:15.0078 | 01:15.3980 | 5    |
| 7     | 60  | Jack Harvey        | Meyer Shank Racing                      | Honda     | N/A        | 01:15.2585 | 01:15.1309 | N/A        | 6    |
| 8     | 22  | Simon Pagenaud     | Team Penske                             | Chevrolet | N/A        | 01:15.3661 | 01:15.1354 | N/A        | 7    |
| 9     | 5   | Patricio O'Ward    | Arrow McLaren SP                        | Chevrolet | 01:15.4160 | N/A        | 01:15.1914 | N/A        | 8    |
| 10    | 29  | James Hinchcliffe  | Andretti Steinbrenner Autosport         | Honda     | N/A        | 01:15.2646 | 01:15.3255 | N/A        | 10   |
| 11    | 12  | Will Power         | Team Penske                             | Chevrolet | 01:15.6309 | N/A        | 01:15.5016 | N/A        | 11   |
| 12    | 2   | Josef Newgarden    | Team Penske                             | Chevrolet | 01:15.5474 | N/A        | 01:15.5062 | N/A        | 12   |
| 13    | 15  | Graham Rahal       | Rahal Letterman Lanigan Racing          | Honda     | 01:16.1097 | N/A        | N/A        | N/A        | 13   |
| 14    | 28  | Ryan Hunter-Reay   | Andretti Autosport                      | Honda     | N/A        | 01:15.4984 | N/A        | N/A        | 14   |
| 15    | 06  | Hélio Castroneves  | Meyer Shank Racing                      | Honda     | 01:16.3479 | N/A        | N/A        | N/A        | 15   |
| 16    | 14  | Sébastien Bourdais | A. J. Foyt Enterprises                  | Chevrolet | N/A        | 01:15.6055 | N/A        | N/A        | 16   |
| 17    | 45  | Santino Ferrucci   | Rahal Letterman Lanigan Racing          | Honda     | 01:16.4647 | N/A        | N/A        | N/A        | 17   |
| 18    | 8   | Marcus Ericsson    | Chip Ganassi Racing                     | Honda     | N/A        | 01:15.6379 | N/A        | N/A        | 18   |
| 19    | 4   | Dalton Kellett     | A. J. Foyt Enterprises                  | Chevrolet | 01:17.1516 | N/A        | N/A        | N/A        | 19   |
| 20    | 20  | Conor Daly         | Ed Carpenter Racing                     | Chevrolet | N/A        | 01:15.6685 | N/A        | N/A        | 20   |
| 21    | 59  | Max Chilton        | Carlin                                  | Chevrolet | 01:17.5553 | N/A        | N/A        | N/A        | 21   |
| 22    | 21  | Rinus Veekay       | Ed Carpenter Racing                     | Chevrolet | N/A        | 01:15.7029 | N/A        | N/A        | 22   |
| 23    | 3   | Scott McLaughlin R | Chip Ganassi Racing                     | Honda     | 01:18.1899 | N/A        | N/A        | N/A        | 22   |
| 24    | 30  | Takuma Sato        | Rahal Letterman Lanigan Racing          | Honda     | N/A        | 01:15.8503 | N/A        | N/A        | 24   |
| 25    | 48  | Jimmie Johnson R   | Chip Ganassi Racing                     | Honda     | Geen tijd  | N/A        | N/A        | N/A        | 25   |
| 26    | 18  | Ed Jones           | Dale Coyne Racing with Vasser-Sullivan  | Honda     | N/A        | 01:15.8770 | N/A        | N/A        | 26   |
| 27    | 52  | Cody Ware R        | Dale Coyne Racing with Rick Ware Racing | Honda     | N/A        | 01:18.0928 | N/A        | N/A        | 27   |
| Bron: |     |                    |                                         |           |            |            |            |            |      |

*1 - Álex Palou kreeg een gridstraf van negen plaatsen na een niet goedgekeurde motorwissel tijdens een test op de Portland International Raceway een week voor de race.
- Vetgedrukte tekst geeft de snelste tijd in de sessie aan.

### Race
De race begon om 17:30 ET op 8 augustus 2021. Als gevolg van zijn ongeluk tijdens de kwalificatie startte Jimmie Johnson met een NTT Data-auto, omdat zijn No. 48 Carvana Honda te beschadigd werd geacht om voor de race te worden gebruikt. De eerste ronde ging van start met een rollende start op de Korean War Veterans Memorial Bridge en kende geen incidenten, waarbij polesitter Colton Herta aan de leiding ging.

#### Eerste, tweede en derde gele vlag
In ronde 2 sloeg Dalton Kellett zijn auto af op de Front Straight, wat de eerste gele vlag van de race opleverde, zodat zijn auto opnieuw gestart kon worden. De gele vlag duurde twee ronden. Vlak voordat de race in ronde 4 weer onder groene vlag reed, botste Marcus Ericsson tegen de achterkant van de auto van Sebastién Bourdais, waardoor Ericsson even de lucht in ging. Dit incident veroorzaakte een gele vlag van vier ronden, die tot ronde 8 duurde. De auto van Ericsson bleef grotendeels ongedeerd, afgezien van een zwaar beschadigde voorvleugel, die prompt tijdens een pitstop werd vervangen. Ericsson moest achteraan de grid herstarten vanwege een noodgeval in een gesloten pit en kreeg bovendien een stop-and-go penalty voor het incident met Bourdais.
In ronde 16 maakte Ed Jones in bocht 4 licht contact met Scott McLaughlin, waardoor McLaughlin de controle over zijn auto verloor en even stil kwam te staan, wat de derde gele vlag van de race inluidde, die drie ronden duurde. Jones kreeg later een drive-through penalty voor vermijdbaar contact.

#### Vierde gele vlag en eerste rode vlag
Kort nadat de race in ronde 20 weer op groen werd gezet, werd er opnieuw een gele vlag gegeven, omdat coureurs probeerden in te halen in het smalle gedeelte dat naar bocht 11 leidt. Will Power haalde Simon Pagenaud in en maakte daarbij contact, waardoor Pagenaud in bocht 11 tegen de muur botste. Santino Ferrucci raakte de achterkant van Pagenaud's auto, maar kon samen met Power verder rijden. Rinus VeeKay, die aan de buitenkant van Pagenaud zat, belandde naast de Penske-coureur in de muur. Takuma Sato kon VeeKay en Pagenaud niet meer ontwijken en moest achter beide coureurs stoppen, waarbij hij ook contact maakte met de achterkant van beide auto's. Achter Sato reed Jimmie Johnson de verkeerde kant op nadat hij gespind was door Cody Ware, die daarbij zijn voorvleugel verloor en eveneens tot stilstand kwam. Johnson werd ook geraakt door teamgenoot Álex Palou, die ook niet op tijd kon stoppen. Dit culmineerde in een knelpunt in bocht 11, waardoor James Hinchcliffe, Ryan Hunter-Reay, Josef Newgarden, Conor Daly en Hélio Castroneves tot stilstand kwamen.
Een twee ronden durende gele vlag werd voor het eerst gegeven in ronde 20. Daarna kreeg de race een rode vlag toen de stewards de blokkade op de baan opruimden, met Herta nog steeds aan de leiding. Tijdens de stop werd Johnson uit de race gediskwalificeerd nadat zijn team onder de rode vlag illegaal aan zijn auto had gewerkt.

#### Vijfde gele vlag
In ronde 31 crashte VeeKay tegen de muur en sloeg zijn auto af bij de pit exit, waardoor de vijfde gele vlag van de race werd ingezet. Tijdens de gele vlag maakte Herta een pitstop vanaf de leiding en kwam als vierde uit de bus, met Ericsson, die eerder in de race naar de laatste plaats was gedegradeerd, aan de leiding. De gele vlag duurde vijf ronden.
In ronde 38 had Herta Hinchcliffe en Hunter-Reay ingehaald en klom terug naar de tweede plaats, achter Ericsson.

#### Zesde, zevende en achtste gele vlag
In ronde 41 duwde Power's teamgenoot McLaughlin in een spin in bocht 9. Kellett crashte kort na het uitkomen van bocht 9 in de muur, nadat hij McLaughlin, die zijwaarts en stilstond op het midden van de baan stond, niet kon ontwijken. Dit veroorzaakte een nieuwe gele vlag, die negen ronden duurde en daarmee de langste gele vlag-periode van de race was. Power kreeg vervolgens een drive-through penalty voor vermijdbaar contact. Tijdens deze periode pitte Ericsson en gaf de leiding in ronde 45 over aan Herta.
In ronde 51 maakte Patricio O'Ward contact met Alexander Rossi toen O'Ward in bocht 4 een inhaalpoging op Rossi waagde, waarbij O'Ward de bandenbarrières raakte en beide coureurs even stilstonden. Dit veroorzaakte de zevende gele vlag van de race, die twee ronden duurde. O'Ward kreeg vervolgens een stop-and-go penalty voor het niet verlenen van voorrang aan de veiligheid en een drive-through penalty voor vermijdbaar contact.
In ronde 55 spinde Ware en viel uit in bocht 3, wat de achtste gele vlag van de race veroorzaakte, die twee ronden duurde. Ware zou later uit de race worden gediskwalificeerd omdat hij niet op competitieve snelheid deelnam.
Romain Grosjean had vanaf ronde 52, nadat Herta zijn pitstop had gemaakt, vier ronden lang de leiding in handen. Grosjean stond daarna zijn leiding weer af aan Ericsson nadat hij zijn pitstop had gemaakt.
In ronde 68 maakte Grosjean licht contact met Pagenaud, waardoor Pagenaud in de muur belandde en de ophanging van Pagenaud beschadigd raakte. Grosjean kreeg vervolgens een drive-through penalty voor vermijdbaar contact.

#### Negende gele vlag en tweede rode vlag
Herta, die op dat moment iets meer dan een seconde achterstand had op raceleider Ericsson, crashte in ronde 75 zwaar in de vangrails in bocht 9, nadat zijn banden blokkeerden bij het ingaan van de bocht. Zijn No. 26 Gainbridge Honda was onherstelbaar beschadigd, waardoor zijn strijd om de overwinning ten einde kwam. De crash veroorzaakte de negende en laatste gele vlag van de race, die drie ronden duurde. De tweede rode vlag van de dag werd vervolgens geactiveerd om de beschadigde bandenbarrière te repareren en de wrakke auto van de baan te halen.

#### Finish
De race keerde terug naar de groene vlag in ronde 78. Ericsson pakte ondanks zijn incident vroeg in de race de overwinning in de openingswedstrijd, met Chip Ganassi Racing-teamgenoot Scott Dixon als tweede. Hinchcliffe completeerde de podiumplaatsen met zijn derde plaats. Ondanks zijn crash leidde Herta de meeste ronden van de race. In totaal waren er negen gele vlaggen en twee rode vlaggen, waardoor in totaal 33 van de 80 ronden van het evenement onder een gele vlag werden verreden. Ook werden twee coureurs, Johnson en Ware, gediskwalificeerd.
| Pos.                                                                                       | No. | Coureur            | Team                                    | Motor     | Rondes | Tijd         | Pit stops | Grid | Geleide ronden | Pts. |
| ------------------------------------------------------------------------------------------ | --- | ------------------ | --------------------------------------- | --------- | ------ | ------------ | --------- | ---- | -------------- | ---- |
| 1                                                                                          | 8   | Marcus Ericsson    | Chip Ganassi Racing                     | Honda     | 80     | 2:18:49.8305 | 5         | 18   | 37             | 51   |
| 2                                                                                          | 9   | Scott Dixon        | Chip Ganassi Racing                     | Honda     | 80     | +1.5596      | 2         | 2    |                | 40   |
| 3                                                                                          | 29  | James Hinchcliffe  | Andretti Steinbrenner Autosport         | Honda     | 80     | +2.8015      | 2         | 10   |                | 35   |
| 4                                                                                          | 28  | Ryan Hunter-Reay   | Andretti Autosport                      | Honda     | 80     | +4.0833      | 2         | 14   |                | 32   |
| 5                                                                                          | 15  | Graham Rahal       | Rahal Letterman Lanigan Racing          | Honda     | 80     | +4.7715      | 2         | 13   |                | 30   |
| 6                                                                                          | 18  | Ed Jones           | Dale Coyne Racing with Vasser-Sullivan  | Honda     | 80     | +4.7715      | 2         | 26   |                | 28   |
| 7                                                                                          | 10  | Álex Palou         | Chip Ganassi Racing                     | Honda     | 80     | +5.5333      | 2         | 9    |                | 26   |
| 8                                                                                          | 7   | Felix Rosenqvist   | Arrow McLaren SP                        | Chevrolet | 80     | +5.9667      | 2         | 4    |                | 24   |
| 9                                                                                          | 06  | Hélio Castroneves  | Meyer Shank Racing                      | Honda     | 80     | +6.7874      | 2         | 15   |                | 22   |
| 10                                                                                         | 2   | Josef Newgarden    | Team Penske                             | Chevrolet | 80     | +7.5286      | 2         | 12   |                | 20   |
| 11                                                                                         | 45  | Santino Ferrucci   | Rahal Letterman Lanigan Racing          | Honda     | 80     | +8.4929      | 4         | 17   |                | 19   |
| 12                                                                                         | 20  | Conor Daly         | Ed Carpenter Racing                     | Chevrolet | 80     | +8.8320      | 2         | 20   |                | 18   |
| 13                                                                                         | 5   | Patricio O'Ward    | Arrow McLaren SP                        | Chevrolet | 80     | +9.1207      | 3         | 8    |                | 17   |
| 14                                                                                         | 12  | Will Power         | Team Penske                             | Chevrolet | 80     | +9.5956      | 3         | 11   |                | 16   |
| 15                                                                                         | 60  | Jack Harvey        | Meyer Shank Racing                      | Honda     | 80     | +11.0919     | 2         | 6    |                | 15   |
| 16                                                                                         | 51  | Romain Grosjean R  | Dale Coyne Racing with Rick Ware Racing | Honda     | 80     | +12.5295     | 2         | 5    | 4              | 15   |
| 17                                                                                         | 27  | Alexander Rossi    | Andretti Autosport                      | Honda     | 80     | +16.5295     | 2         | 3    |                | 13   |
| 18                                                                                         | 59  | Max Chilton        | Carlin                                  | Chevrolet | 80     | +24.8453     | 5         | 21   |                | 12   |
| 19                                                                                         | 26  | Colton Herta       | Andretti Autosport with Curb-Agajanian  | Honda     | 74     | Contact      | 2         | 1    | 39             | 15   |
| 20                                                                                         | 52  | Cody Ware R        | Dale Coyne Racing with Rick Ware Racing | Honda     | 70     | Contact*1    | 2         | 27   |                | 10   |
| 21                                                                                         | 22  | Simon Pagenaud     | Team Penske                             | Chevrolet | 68     | Contact      | 2         | 7    |                | 9    |
| 22                                                                                         | 3   | Scott McLaughlin R | Team Penske                             | Chevrolet | 67     | +13 rondes   | 2         | 23   |                | 8    |
| 23                                                                                         | 4   | Dalton Kellett     | A. J. Foyt Enterprises                  | Chevrolet | 37     | Contact      | 1         | 19   |                | 7    |
| 24                                                                                         | 21  | Rinus Veekay       | Ed Carpenter Racing                     | Chevrolet | 24     | Contact      | 0         | 22   |                | 6    |
| 25                                                                                         | 30  | Takuma Sato        | Rahal Letterman Lanigan Racing          | Honda     | 19     | Contact      | 0         | 24   |                | 5    |
| 26                                                                                         | 48  | Jimmie Johnson R   | Chip Ganassi Racing                     | Honda     | 18     | Contact*2    | 1         | 25   |                | 5    |
| 27                                                                                         | 14  | Sébastien Bourdais | A. J. Foyt Enterprises                  | Chevrolet | 5      | Contact      | 0         | 16   |                | 5    |
| Snelste ronde: Colton Herta (Andretti Autosport w/ Curb-Agajanian) – 01:16.3064 (ronde 30) |     |                    |                                         |           |        |              |           |      |                |      |
| Bron:                                                                                      |     |                    |                                         |           |        |              |           |      |                |      |

*1 - Cody Ware werd gediskwalificeerd omdat hij niet op wedstrijdsnelheid deelnam.
*2 - Jimmie Johnson werd gediskwalificeerd wegens niet goedgekeurde werkzaamheden aan zijn auto onder rode vlag omstandigheden.

## Tussenstanden kampioenschap
Álex Palou behield zijn leiding in het kampioenschap. Scott Dixon werd tweede, na zijn tweede plaats. Patricio O'Ward werd gedegradeerd naar de derde plaats, nadat hij slechts als 13e wist te finishen. Racewinnaar Marcus Ericsson verkleinde het gat naar vierde klasser Josef Newgarden tot vier punten.
| Pos. | Coureur         | Punten |
| ---- | --------------- | ------ |
| 1.   | Álex Palou      | 410    |
| 2.   | Scott Dixon     | 368    |
| 3.   | Patricio O'Ward | 362    |
| 4.   | Josef Newgarden | 335    |
| 5.   | Marcus Ericsson | 331    |

| Pos. | Team      | Punten |
| 1.   | Honda     | 959    |
| 2.   | Chevrolet | 840    |